# Daniel Turcotte
Daniel Turcotte (* 25. Juni 1962 in Lachine) ist ein ehemaliger kanadischer Eisschnellläufer.
Turcotte nahm von 1980 bis 1988 an internationalen Wettbewerben teil. Dabei belegte er bei den Olympischen Winterspielen 1984 in Sarajevo den 29. Platz über 500 m, bei der Sprintweltmeisterschaft 1984 in Trondheim den 27. Rang und bei der Sprintweltmeisterschaft 1987 in Québec den 28. Platz. Zudem nahm er von 1985 bis 1988 an 44 Läufen im Eisschnelllauf-Weltcup teil und erreichte in der Saison 1985/86 den zehnten Platz im Weltcup über 500 m sowie im Dezember 1986 in Assen mit dem zweiten Platz über 500 m seine einzige Podestplatzierung in dieser Rennserie. Letztmals international startete er bei den Olympischen Winterspielen 1988 in Calgary, wobei er den 17. Platz über 500 m errang.

## Persönliche Bestleistungen
| Disziplin | Zeit         | Datum             | Ort       |
| --------- | ------------ | ----------------- | --------- |
| 500 m     | 37,29 s      | 5. Dezember 1987  | Calgary   |
| 1000 m    | 1:15,10 min  | 27. Dezember 1987 | Calgary   |
| 1500 m    | 1:59,73 min  | 28. Dezember 1987 | Calgary   |
| 3000 m    | 4:34,56 min  | 13. Dezember 1980 | Inzell    |
| 5000 m    | 8:18,64 min  | 28. November 1980 | Innsbruck |
| 10.000 m  | 18:27,00 min | 31. Dezember 1979 | Saskatoon |